# Teluk Ajang
Teluk Ajang is een bestuurslaag in het regentschap Bengkulu Utara van de provincie Bengkulu, Indonesië. Teluk Ajang telt 680 inwoners (volkstelling 2010).